# خیرتخن تت سینت یانس
خیرتخن فان هارلم (هلندی: Geertgen tot Sint Jans) یا خیرتخن تُت سینت یانس (هلندی: Geertgen tot Sint Jans؛ حدود ۱۴۶۵ – حدود ۱۴۹۵) نقاش هلندی دوران اولیه اهل کشورهای سفلای شمالی در امپراتوری مقدس روم بود.

## نگارخانه

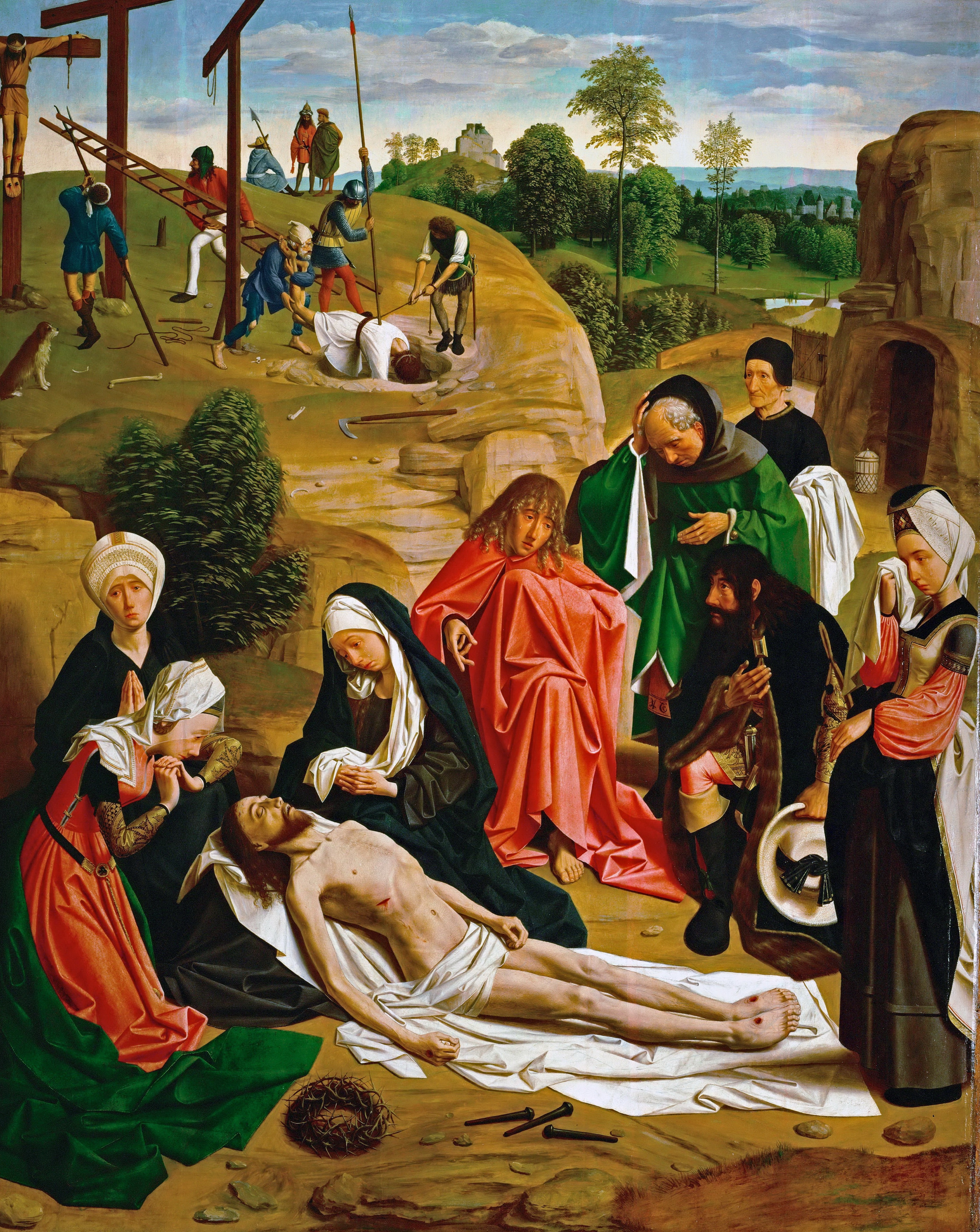
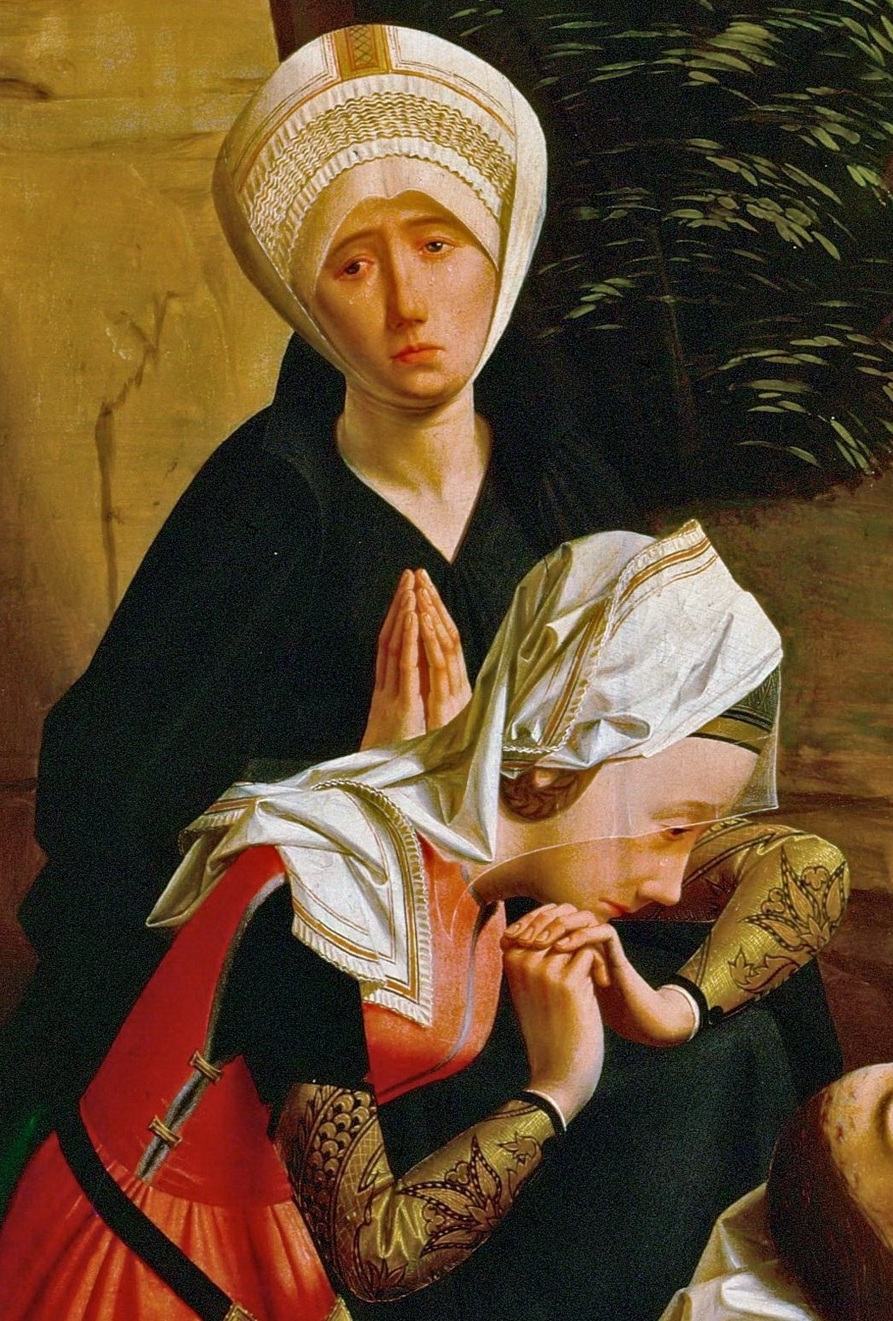